# Alékosz Alexiádisz
Alékosz Alexiádisz, görögül: Αλέκος Αλεξιάδης (Szaloniki, 1945. szeptember 3. – Szaloniki, 2025. március 11.) válogatott görög labdarúgó, csatár.

## Pályafutása
Az Árisz saját nevelésű játékosa volt, ahol 1963 és 1975 között játszott és egy görögkupa-győzelmet ért el a csapattal. 1975–76-ban a Panaitolikósz, 1976–77-ben a Kasztoriá labdarúgója volt.
1966–67-ben két alkalommal szerepelt a görög válogatottban és két gólt szerzett.

## Sikerei, díjai
Árisz Theszaloníkisz
- Görög kupa
  - győztes: 1970

## Statisztika

### Mérkőzései a görög válogatottban
| Görögország | Görögország       | Görögország                        | Görögország | Görögország | Görögország | Görögország  | Görögország | Görögország |
| #           | Dátum             | Helyszín                           | Hazai       | Eredmény    | Vendég      | Kiírás       | Gólok       | Esemény     |
| ----------- | ----------------- | ---------------------------------- | ----------- | ----------- | ----------- | ------------ | ----------- | ----------- |
| 1.          | 1966. október 16. | Szaloniki, Kaftanzogliu-stadion    | Görögország | 2 – 1       | Finnország  | Eb-selejtező | 2           | 39' 86'     |
| 2.          | 1967. március 8.  | Athén, Leofóru Alexándrasz Stadion | Görögország | 1 – 2       | Románia     | barátságos   | -           | 46'         |
|             | Összesen          |                                    |             | 2           | mérkőzés    |              | 2           | gól         |